# 你與我最後的戰場，亦或是世界起始的聖戰
《你与我最后的战场，亦或是世界起始的圣战》，官方的简称為「你我战」，是細音啟所作、貓鍋蒼插畫、富士見Fantasia文庫出版的日本轻小说。在BookWalker舉辦的《下一部熱門作品是這個！新作輕小說總選舉2018》中獲得第3名。由okama作畫的漫畫於2018年No.10至2021年No.6在《Young Animal》連載。

## 登场人物

### 主要人物
伊思卡（Iska，聲：小林裕介）
帝国所属的16岁军人少年。以史上最小年龄成为帝国军的最高战力“使徒圣”，人稱「黑鋼的繼承者」。
原使徒圣第11席。一年前因为不滿帝國無差別監禁星靈使的行為，於是計畫解救弱小而無威脅性的星靈使。結果在救完一個人之後就東窗事發，因此被以私放魔女的罪名而被判重罪。
小時曾被星靈使所救，因此不像其他帝國人一樣對星靈使抱有偏見，不會使用魔人或魔女這類對星靈使的蔑稱。期望能終結兩國長達百年的戰爭，計畫捕捉純血種的星靈使來促使涅比利斯皇厅願意和平談判。
使用着一對名为“星剑”的特殊黑白双剑，黑劍能遮斷星靈的力量使星靈術失效，白劍能一次性再現黑劍最後所遮斷的星靈術。在師傅克洛斯威爾的指導下成了專門用來對抗星靈使的劍士，在對戰星靈使時能發揮出超卓的劍術。但反過來在對人戰方面就沒有太過突出的表現，自認實力若在使徒聖中只能排名在中游，而對手是同為劍士的使徒聖第一席約海姆的話，則最多只能抵擋對方兩招。
与爱丽丝互认对方为自己的好对手，二人都喜好相同的美食与欣赏绘画作品等。
愛麗絲莉潔·露·涅比利斯九世（Aliceliese Lou Nebulis IX，聲：雨宫天）
涅比利斯皇厅的17岁第二王女。使用冰系星灵力量的强大星灵使，被帝国冠以“冰祸的魔女”这一畏称。
願望是統一世界，建立不再有壓迫與歧視任何人的國度。非常欣賞伊思卡，一度想將他納入自己的麾下，但這與伊思卡想要和平停戰的願景衝突而被拒絕，之後兩人變成了互相競爭的勁敵關係。
非常看重與伊思卡之間的勝負，因為打倒帝國是做為涅比利斯王女與生俱來的使命，但將伊思卡視為對手是以自己的意志所做的決定。對伊思卡的情感其實除了對於戰鬥對手的競爭心，還包含著她自己也未察覺地對伊斯卡的愛慕之情，甚至出現了某種獨佔欲，為此常不自覺的表現出來，讓身為其近侍的燐十分頭痛。
嗜好是收集帝国名家的画作，使其母米拉蓓爾女王认为这是一个问题。
根据天帝所言，外貌与初代女王愛麗絲蘿茲很像，几乎是一模一样。
米司蜜絲·克拉斯（Mismis Klass，聲：白城奈央）
第907部队队长。虽然身躯较小还长着一张娃娃脸，但确实是一名正儿八经的22岁成熟女性。军校时代与现使徒圣第五席璃洒是同期。
星脉喷泉任务中，被假面卿攻击而跌落喷泉，现因被星靈選上而成為星靈使。由於帝國對於星靈使採取毫不留情的高壓政策，即便自首也會面臨無期徒刑的監禁，最壞的狀況會整個部隊被當成叛徒處理。導致她面臨兩個選擇：逃離帝國或找方法徹底隱瞞。
由於不懂得使用星靈使的力量，直到和假面卿對抗時曾發揮出類似風的力量，能推斷其星靈能力應為風屬性的星靈。後從詠梅倫根口中證實，其持有的星靈為屬於皇厅初代女王－愛麗絲蘿茲生前持有的星靈「風祝」，能將激動的星靈平息，讓攻擊性的星靈術失效。
在与虚构星灵的战斗中，自身持有的星灵已觉醒。
音音·艾卡斯托涅（Nene Alkastone，聲：石原夏織）
担任小队的机械师。她非常仰慕伊思卡，将他視如兄长来敬仰，开朗的少女。她從帝都的制壓武器開發局接手了正在試驗中的對星靈武器，衛星“泰特拉維布羅斯之星”，透過戴在指尖的機械戒指操作，可以在爆炸後部署干擾星靈動作的波長，發射對星靈的榴彈和穿甲彈，負責部隊的火力支援。同時，她似乎也意識到伊思卡作為異性的魅力，有時會接近他。因此對於希絲蓓爾的接近，她表現出了警惕。
陣·修勒岡（Jhin Syulargun，聲：土岐隼一）
小队的狙击手。有著过去曾与伊思卡在同一师门下修行的孽缘。老家是槍械製造工房，是個喜歡挖苦人的毒舌家。平時冷靜沉著，但內心深處非常關心同伴。
有著超凡的狙擊技巧。思緒敏銳，冷靜沉著。思維敏捷，在907部隊中最先識破了伊利提亞的陰謀。同時，也注意到了伊斯卡與愛麗絲莉潔·露·涅比利斯九世相遇後的變化，並對被燐·碧士波茲單方面帶到皇庭，還有捲入了希絲蓓爾和佐亞家糾紛的伊思卡提出質疑，認為這不像他的作風，之後從伊思卡口中得知希絲蓓爾就是當初伊思卡私自放走的魔女。
燐·碧士波茲（Rin Vispose，聲：花守由美里）
愛麗絲莉潔的亲信兼女仆，使用土系星灵力量的星灵使。
其家族是诞生皇族專組護衛「王宫守护星」的家系，除了家務技巧外也很擅长戰鬥與暗杀术，是少數能兼任隨從與護衛工作的人才。
有著認為愛麗絲是下任女王的首選，與她能終結戰爭統一世界達成和平，自己則成為其左右手的夢想。認可伊思卡的人品，但不太贊成愛麗絲過分依賴，僅是一名士兵的伊思卡，曾單方面試圖破壞兩人的關係。
希絲蓓爾·露·涅比利斯九世（Sisbell Lou Nebulis Ⅸ，聲：和氣杏未）
涅比利斯皇厅的第三王女，愛麗絲莉潔之妹。年龄约14-15岁。對伊思卡有明顯愛慕之情
能使过去发生的事情透過映像化再生的“灯”之星灵使，雖說不具有戰鬥能力，但可以許多秘密無所遁形。雖說她所公布能力極限是再現以自身三百公尺內、二十年內發生的事，所以想要迴避她能力來進行秘密行動的人都會離開這個範圍，但實際上她能夠做到再現以自身三千公尺內、兩百年內的事。
然而，強大的星灵卻帶給希絲蓓爾極大的負擔。最初只是想滿足好奇心，但她卻因此看見太多皇廳內的陰謀與黑暗，知道了各派系間勾心鬥角的黑幕，使她無法相信任何人。希絲蓓爾發現渴望對帝國發動全面戰爭的主戰派對現任的女王有所不滿，計畫要將其拉下王位，但她不知道誰是幕後黑手，誰是能幫助自己的友軍。
實際上就是当初伊思卡私自放走的魔女。

### 天帝国
天帝詠梅倫根（聲：悠木碧）
天帝国的首长，对外宣称是第9代，实际上百余年来，表舞台的天帝全员都是影武者，真正的天帝一直是同一个人。
其正体为银色的狐狸的身体，但是面部卻是人类的外貌，行为也类似人的行为。君临帝国的顶点。（见作者细音启的另外一部作品，世界之敌）
原本是人類，卻由於在一百年前接觸到大災厄後變成現今的模樣。
實際上一直以來與八大使徒處於對立狀態。打算借助希絲蓓爾的力量，揭露百年前被八大使徒隱瞞，星脈噴泉出現的真相。
八大使徒（聲：土師孝也（V）、岩澤俊樹（W）、澤海陽子（E）、白鳥由里（A）、坂田将吾（O））
帝国议会最高权力者的统称，它們都是人工智慧，实际负责帝国的日常政务。专用议事堂位于帝都地下5000米处。
事實上與天帝處於對立狀態，企圖壟斷星靈之力成為世界的霸主。一直以來隱瞞百年前星脈噴泉出現的真相，並在一百年前縱火，焚燒整個帝都再嫁禍給星靈使，是讓帝國與皇廳勢如水火的罪魁禍首。
最後被成為魔女的伊莉蒂雅徹底消滅。
克洛斯威爾·尼斯·里布葛特（Crosswell Nes Lubigate，聲：鸟海浩辅）
通称“黑钢的剑奴”，伊思卡与陣的师傅。原星剑的持有者、原使徒圣第一席。
实际年龄百岁以上，本名克洛斯威爾·葛特·涅比利斯（Crosswell Gate Nebulis）），始祖涅比利斯的远房亲戚，與兩姊妹生活時成為她們的義理弟弟。
凱爾維娜（聲：小松未可子）

#### 使徒圣
約海姆·雷歐·阿瑪戴爾（聲：榎木淳彌）
现第一席，持有“瞬”之名的骑士，帝国最强的使徒圣。红发，专用战斗衣是甲胄和风衣一体化的设计，武器为细身的大剑。
沉默寡言，但有瞬间击倒两名女王专属的王宫护卫星的实力。
本来，使徒圣的上三席是天帝直属，无论何时一直呆在天主府内待命。这百年的常识在涅比利斯王宫攻略战中被打破了。
原皇厅人员，上司为第一王女伊莉蒂雅。
冥（聲：富田美憂）
使徒圣第三席，充滿野性氣息的嬌小女性。成为使徒圣之前隶属于防卫机构第五师。
外號「驟降風暴」，擅使槍械。能以肉身使用原本該是艦載用的重型武器—電控型36管機砲「暴嵐荒廢之王」，以每秒一千發的速率向敵人澆灌子彈。
馬格納卡沙（聲：速水獎）
使徒圣第四席，男性，機構司令部マグナカッサ局長。
璃灑·英·恩派亞（Risya In Empire，聲：竹達彩奈）
使徒圣第五席，女性，天帝的参谋。军校时代与米司蜜絲是同期。
后被证实是人造的星灵使。
无名（Nameless，聲：笠間淳）
使徒圣第八席，由暗殺部隊晉升的暗杀者。身穿覆蓋全身的光學迷彩裝甲，沒人知道他的真面目。
對星靈使的的態度如同標準的帝國軍人，極度憎恨與鄙視
卡隆索·牛頓爵士（聲：杉田智和）
使徒圣第十席，研究員，使徒圣中唯一的非戰鬥人員。
加爾岡里（聲：興津和幸）
使徒圣第十一席，持有“不在”之名。

#### 一般士兵
米卡艾拉（聲：山根綺）
特莉茲（聲：衣川里佳）

### 涅比利斯皇厅

#### 露家（星）
米拉蓓爾·露·涅比利斯八世（Millavair Lou Nebulis VIII，聲：久川綾、上坂堇（王女時期））
涅比利斯皇厅的现任女王，露家现任当主，三姐妹之母。星靈能力為風屬性的「大氣」，能夠大規模的操縱空氣。
對帝國迫害星靈使的舉動不滿，但沒有像佐亞家那樣偏激的要與帝國全面開戰。
作為女王十分稱職。但在做為母親這點就有些笨拙，無意間發現愛麗絲有心儀對象（伊思卡）時誤以為她有了男友而高興的想大肆宣傳，讓愛麗絲差點羞愧到無地自容。
年輕時曾是兼具強大星靈能力、格鬥技、暗殺技巧於一身的下任女王最強繼承者。與皇廳的大罪人薩林哲曾多次交手，兩人當時的關係就像現在的愛麗絲與伊思卡類似，互相視對方為難得的好對手，但在薩林哲成為暗殺女王的犯人時徹底決裂，最後借助希絲蓓爾的星靈能力得知當時的真相。
伊莉蒂雅·露·涅比利斯九世（Elletear Lou Nebulis Ⅸ，聲：澤城美雪）
涅比利斯皇厅的第一王女，愛麗絲莉潔之姐。星靈能力為「聲」。
前下属有现为使徒圣第一席的約海姆。
因為自己的星靈能力太弱，加上皇廳雖然自稱是星靈使的樂園，卻以星靈能力的強弱決定地位，讓是第一王女的自己卻被排除繼承下任女王的可能，加上母親與妹妹愛麗絲強大的力量而在自卑的情況下憎恨起皇廳，在情結作祟下決定要毀掉皇廳，遂暗中與休朵拉家聯手策劃引入帝國士兵發動皇廳襲擊，自身在假裝以身護住米拉蓓爾被約海姆砍中倒地假死並在約海姆暗中護送下逃去了帝國。
雖然抱持著自卑情結，但對家人還是有深厚的感情。
目前被拉·賽拉·米拉·烏魯斯附身而成為魔女
修鈸茲（聲：浦山迅）
半老的男性，侍奉希絲蓓爾的执事。
是現任女王米拉蓓爾年輕時的隨從與教育者，深得希絲蓓爾的信任。
梓
米拉蓓爾的直屬護衛。
瓦維克（聲：藤澤獎）
米拉蓓爾的直屬護衛。
尤米莉夏（聲：長谷川玲奈）
露家的隨從，在露家別墅接待伊思卡一行人的五人之一兼最年長的領導者。五名從者雖然不擅長戰鬥，但各自持有為緊急情況準備的星靈。
星靈為「共鳴」，透過觸碰對象，將其轉化為自己的傳言者並託付訊息。
帝國襲擊皇廳事件發生時，險些被前來抓獲希絲蓓爾的碧索沃茲給殺死，被伊斯卡一眾救下。
艾雪（聲：立花日菜）
露家的隨從，在露家別墅接待伊思卡一行人的五人之一。
星靈為「門」之亞種「壁」，擁有空間干涉系能力，可製造無形屏障。
諾葉兒（聲：德井青空）
露家的隨從，在露家別墅接待伊思卡一行人的五人之一，與尤米莉夏同年兼最年長。
星靈為「枷鎖」，能將觸碰的牆壁與地面轉化為設置型陷阱。
西詩提爾·闊·凱茲（聲：小坂井祐莉繪）
露家的隨從，年約十六歲的茶髮少女，在露家別墅接待伊思卡一行人的五人之一。
星靈為「回音」，能力為蒐集周圍聲響並加以分析，效果範圍半徑五十公尺，這範圍內的談話聲與呼吸聲都能竊聽。同時也能藉由收集與發散聲音，做到一定程度的消音。
娜彌·奧卡斯特（聲：來栖凜）
露家的隨從，年約十五歲的黑髮少女，在露家別墅接待伊思卡一行人的五人之一。
星靈為「霧」，能讓範圍內的人或物品在視覺上隱形，不只是肉眼，連攝影機也無法捕捉。缺點如果快速移動的話就會解除，也無法隱藏溫度、氣味與聲音。

#### 佐亚家（月）
假面卿·昂（On）（聲：綠川光）
通称假面卿，佐亚家当主代理。「扉」的星灵使。全名“昂·佐亞·涅比利斯（On Zoa Nebulis，オン・ゾア・ネビュリス）”。
看似彬彬有禮的紳士，但實際上是個對帝國充滿強烈敵意和怨恨的激進鷹派。
琪辛·佐亚·涅比利斯九世（Kissing Zoa Nebulis IX，聲：小原好美）
年龄约13-14岁的黑发少女，佐亚家的下任女王候選人。
「棘」的星灵使，能創造並操縱無數根黑色的棘刺，並將棘刺刺中的物質分解抹消，是個幾乎無法防禦的攻擊。另外，也能將其抹消的物質重現出來。被認為有超越愛麗絲的資質，但現今星靈術的技巧還不夠熟練，做不到精細的操作。
星紋位於雙眼，能目視星靈能量，为了抑制自身的力量而使用眼罩。
夏諾蘿蒂·葛雷高里（聲：小清水亞美）
葛羅烏利（聲：子安武人）
佐亚家现任当主，年过七十的老者，需要用轮椅代步。
「罪」的星灵使。能招喚出以星靈能量構成的化生獸，依據敵人的行為進行成長，攻擊犯下「罪惡」的人。「罪惡」共七種，分別是先制、再犯、兵器、寡兵、破壞、虛偽與背叛。化生獸的成長沒有界限，只要敵人滿足罪孽的條件就能不斷增強，且不受敵人的物理傷害，所以難以破壞。即使想直接攻擊作為施術者的他，化生獸也能化作盾牌抵擋攻擊。

#### 休朵拉家 （太阳）
塔里斯曼（聲：置鮎龍太郎）
中年男性，休朵拉家现任当主。
“波動”的星灵使。透過將近三十年年的研究與苦修，學會了將波動轉換成物理能量方法，並將這些用以強化自己的身體，使他獲得足以粉碎鋼鐵的攻擊力與極快的爆發力，加上他本身高超的肉搏能力，讓與他交手的伊思卡陷入苦战。
米潔曦比·休朵拉·涅比利斯九世（Mizerhyby Hydra Nebulis Ⅸ，聲：本渡楓）
塔里斯曼卿之侄女，来自休朵拉家的下任女王候选人，有著一頭藍色長髮的少女。
星靈為「光輝」，能散播星靈能量以強化其他星靈使，使其的星靈術得以發揮到與純血種相提並論的威力。曾在戰場上一口氣創造出十個純血種級星靈使的戰力，被人稱為「活動星脈噴泉」。
碧索沃茲·艾力克·休朵拉（聲：高橋李依）
休朵拉家收養的養女，擔任負責制裁罪犯的異端審問官。成為魔女後，對星靈的氣味非常敏感。三十年前在針對皇族的恐怖襲擊中刺殺了當時女王涅比利斯七世的元兇，被薩林哲一度擊退，也是導致薩林哲被米拉誤以為是暗殺女王的犯人的罪魁禍首。
在皇廳遭到帝國襲擊時，與休朵拉家一同襲擊了露家宅邸，抓走了希絲蓓爾。
葛琉蓋爾（聲：小林優）
外表是一名年老的老妇人。人称“白夜魔女”，休朵拉家雇佣的刺客。“雪”的星灵使。
曾经单人使防卫机构第五师一个中队的二十多台装甲车辆陷入完全坏灭的状态。

#### 其他
始祖涅比利斯（聲：桑岛法子）
皇厅的创建者之一。本名艾芙·蘇菲·涅比利斯（Eve Sophi Nebulis）。原本是個性格开朗，天真烂漫的活泼少女，但隨著成為星靈使後受到帝國迫害，以及妹妹愛麗絲蘿茲被帝國所傷，開始憎恨帝國。
愛麗絲蘿茲·蘇菲·涅比利斯（Alicerose Sophi Nebulis）
始祖的双胞胎妹妹，皇廳的初代女王。性格沉稳而又温文尔雅，期望和平而不願爭鬥，在帝國與星靈使決裂的帝都大火事件中雖極力阻止雙方爭鬥，卻反遭到帝國兵槍擊，成為艾芙仇視帝國的原因。事件後與姊姊帶著星靈使獨立建國並擔任女王，之後有三個女兒分別是露家、佐亞家與休朵拉家的祖先，但在十年後因為槍傷惡化而逝世。
擁有的星靈「風祝」是「星靈不應用於戰鬥」這一願望的具現化，所以在她去世後從來沒有寄宿到為了王位的不斷相殘的子孫們上，而是選擇了一個與她有著同樣境遇的帝國人—米司蜜絲。
米福·梅沙特（聲：田中美海）
薩林哲（Salinger，聲：關俊彥）
有「超越」之稱的魔人。外表是一名長有白色短髮的俊美青年。被休朵拉家陷害為暗殺女王未逐的犯人而被囚禁在監獄中。
星靈為「水鏡」，能奪走其他星灵使的一半星靈之力，他憑藉這個能力大肆收集各式各樣的強大星靈，因此能自由使用不同屬性的星靈術。
自詡為最強的星靈使，連皇族的純血種都不放在眼裡，卻在對上米拉蓓爾時首嘗敗果，不服輸的他便不斷向其挑戰，兩人就在不斷的對戰中產生一種特殊的情誼。但在一次針對皇族的恐怖襲擊時，擔心米拉的他趕往皇宮，卻撞見倒地的女王與一個不知名的怪物，他雖擊退了怪物，卻被趕來的米拉誤以為是暗殺女王的犯人，兩人從此決裂。
拉·賽拉·米拉·烏魯斯（La Selah Milah Uls）
稱號為「星之災厄」。整個星球真正的敵人，會把人類和星靈變成怪物的災難。也是導致星靈透過星脈噴泉逃亡到地表的元兇。

## 用語
天帝国 — 机械装置的理想乡（Empire）
拥有高度发达的科学力与强大的军事力，世界第一的大国。对于皇厅使用尚未解明名为“星灵”强大的力量感到了威胁，想要将其毁灭。
涅比利斯皇厅 — 魔女们的乐园（Imperial Household Agency）
运用“星灵”这一尚未解明的能量皇廳来引出异于常人力量水平的魔女们的国度。憎恨日常迫害着她们的帝国。
纯血种·始祖的末裔傳承至今已分为三个王家分支，分別是露家、佐亚家與休朵拉家。現任女王所屬的露家屬於穩健派，專注於皇廳的穩定與延續，為避免皇廳自身毀滅而不願帝國進行全面戰爭。而佐亚家属于皇厅中激进派的代表，認為該不惜一切代價也要消滅帝國。
中立都市
不屬於任何國家與政治勢力的獨立都市，任何國家的人都能出入，也接納任何形式的文化，是個文藝富饒的地方。
絕不允許任何形式與理由的爭鬥，違規者將等同與所有中立都市為敵。
使徒聖（Protecter Lord）
帝国的最强战力，天帝直属的护卫，但是也有人会接受司掌帝国议会的『八大使徒』的命令而行动。
星灵使
寄宿著星靈的人類，能藉由星靈的力量使用名為星靈術的特異能力。身体上会出现象徵星靈寄宿的星纹，这是星灵使皆有的标志。
由於星靈使中不乏會使用殺傷力強大的星靈術之人，導致星靈使被一般人類所畏懼與敵視，被冠上魔女或魔人的蔑稱，尤其以帝國最為嚴重。
現今的星靈使一般都是天生就寄宿著星靈，但要是一般人在星脉喷泉沐浴星灵能量之后，拥有资格的人也可能會被星靈選上而成为星灵使。
星脉喷泉（Vortex）
噴發出星灵能量的地方，讓星靈使誕生的起因。
由於星靈使若沐浴在星灵能量下的話，可能會使星靈使的力量得到強化，對皇厅來說無疑是強化自身戰力的機會，而對帝國來說則是無法放任的事。因此是帝国与皇厅的必爭之地，兩國之间常為爭奪其控制權而引发戰鬥。
實際上是星靈從星球的核心逃亡到地上的逃生通道。

## 出版书籍

### 小說
| 卷數    | KADOKAWA       | KADOKAWA               | 台灣角川       | 台灣角川                    |
| 卷數    | 初版發售日期   | ISBN                   | 發售日期       | ISBN                        |
| ------- | -------------- | ---------------------- | -------------- | --------------------------- |
| 1       | 2017年5月20日  | ISBN 978-4-04-072307-5 | 2019年5月22日  | ISBN 978-957-564-931-9      |
| 2       | 2017年7月20日  | ISBN 978-4-04-072308-2 | 2019年9月26日  | ISBN 978-957-743-210-0      |
| 3       | 2017年12月20日 | ISBN 978-4-04-072518-5 | 2020年3月23日  | ISBN 978-957-743-630-6      |
| 4       | 2018年4月20日  | ISBN 978-4-04-072519-2 | 2020年6月24日  | EAN 4713510135839（特裝版） |
| 5       | 2018年8月18日  | ISBN 978-4-04-072866-7 | 2020年8月26日  | ISBN 978-957-743-935-2      |
| 6       | 2018年12月20日 | ISBN 978-4-04-072867-4 | 2020年11月4日  | ISBN 978-986-524-065-3      |
| 7       | 2019年9月20日  | ISBN 978-4-04-073179-7 | 2021年1月18日  | ISBN 978-986-524-196-4      |
| 8       | 2019年12月20日 | ISBN 978-4-04-073181-0 | 2021年4月21日  | ISBN 978-986-524-438-5      |
| 9       | 2020年4月17日  | ISBN 978-4-04-073182-7 | 2021年9月6日   | ISBN 978-986-524-754-6      |
| 短集篇1 | 2020年7月17日  | ISBN 978-4-0407-3730-0 | 不適用         | 不適用                      |
| 10      | 2020年10月17日 | ISBN 978-4-04-073729-4 | 2021年12月15日 | ISBN 978-626-321-045-5      |
| 短集篇2 | 2020年12月19日 | ISBN 978-4-04-073731-7 | 不適用         | 不適用                      |
| 11      | 2021年5月20日  | ISBN 978-4-04-074077-5 | 2022年8月27日  | ISBN 978-626-321-671-6      |
| 12      | 2021年10月20日 | ISBN 978-4-04-074078-2 | 2023年2月23日  | ISBN 978-626-352-266-4      |
| 13      | 2022年3月19日  | ISBN 978-4-04-074443-8 | 2023年8月23日  | ISBN 978-626-352-806-2      |
| 短集篇3 | 2022年8月20日  | ISBN 978-4-04-074617-3 |                |                             |
| 14      | 2022年12月20日 | ISBN 978-4-04-074444-5 |                |                             |
| 15      | 2023年6月20日  | ISBN 978-4-04-074980-8 |                |                             |
| 16      | 2024年10月19日 | ISBN 978-4-04-074981-5 |                |                             |

### 漫畫
本作漫畫化透過白泉社旗下的半月刊的《Young Animal》雜誌連載，紙質單行本仍以《Young Animal》名義發行。
| 卷數 | 白泉社         | 白泉社                 |
| 卷數 | 初版發售日期   | ISBN                   |
| ---- | -------------- | ---------------------- |
| 1    | 2018年12月26日 | ISBN 978-4-592-16301-5 |
| 2    | 2019年5月29日  | ISBN 978-4-592-16302-2 |
| 3    | 2019年12月26日 | ISBN 978-4-592-16303-9 |
| 4    | 2020年7月29日  | ISBN 978-4-592-16304-6 |
| 5    | 2020年9月29日  | ISBN 978-4-592-16305-3 |
| 6    | 2020年12月25日 | ISBN 978-4-592-16306-0 |
| 7    | 2021年4月28日  | ISBN 978-4-592-16307-7 |

## 電視動畫
2019年10月20日，富士见Fantasia文库在东京秋叶原，举办的“Fantasia文库大感谢祭”上，正式公布《你与我最后的战场，亦或是世界起始的圣战》電視動畫化，於2020年10月至12月播出。
2021年10月1日，宣布製作續篇動畫。於2024年7月首播。官方宣佈為了維持動畫品質，第5話以後的集數將擇期播出。原本第2季的動畫檔期，改為播出第1季的精選集數。待後續第2季播出排程確定，將會另行於官方網站公告。2025年4月至6月恢復播放。

### 製作人員
- 原作：細音啟
- 角色原案：猫鍋蒼
- 導演：大沼心、湊未來（第1季）；稻葉友紀（第2季）
- 系列構成：下山健人（第1季）；石川俊介、稻葉友紀（第2季）
- 人物設計：佐藤香織（第1季）；吉川佳織（第2季）
- 機械設計：氏家嘉宏
- 星紋設計：高橋清太、池脇弘年（第1季）；鈴木佳央里（第2季）
- 美術監督、美術設定：前田實（第1季）；田中俊成、由利聰、大山裕之（第2季）
- 色彩設計：水本志保（第1季）；相馬香菜（第2季）
- 攝影監督：佐藤敦（ANIMA&CO.）
- 3D監督：北村浩久
- 編輯：近藤勇二（REAL-T）
- 音響監督：鄉文裕貴（日语：郷文裕貴）（第1季）；長崎行男（第2季）
- 音響製作：BitGroove Inc.（日语：ビットグルーヴ）
- 音樂：Elements Garden（都丸椋太、岩橋星實（日语：岩橋星実）、藤永龍太郎）
- 音樂製作：波麗佳音
- 動畫製片人：清水優人
- 動畫制作：SILVER LINK.、Studio Palette（第2季）
- 制作：你我戰製作委員會

### 主題曲
第1季
片頭曲Against.
作詞：藤林聖子；作曲：浦島健太、H.Shing；編曲：TETTA、H.Shing；主唱：石原夏織
片尾曲冰之鳥籠
作詞：兒玉沙織；作曲、編曲：岩橋星実（Elements Garden）；主唱：愛麗絲莉潔·露·涅比利斯九世（雨宮天）
插入曲（第8話）
作詞：兒玉沙織；作曲、編曲：藤永龍太郎（Elements Garden）；主唱：愛麗絲莉潔·露·涅比利斯九世（雨宮天）
第2季
片頭曲
主唱：AliA，作詞：TKT，作曲：EREN
片尾曲Para Bellum／Sizuk
作词：只野菜摘，作曲：俊龙，编曲：藤田淳平（Elements Garden）；主唱：AYAME（from AliA）
印象曲REVERSI／Sizuk
作词：只野菜摘，作曲：俊龙，编曲：Sizuk；主唱：AYAME（from AliA）

### 各話列表
| 話數   | 中文標題                                    | 劇本               | 分鏡               | 演出                       | 作畫監督 | 總作畫監督         | 首播日期       |       |       |       |       |       |       |       |       |       |       |       |       |       |       |       |       |       |
| 第1季  | 第1季                                       | 第1季              | 第1季              | 第1季                      | 第1季 | 第1季              | 第1季          | 第1季 | 第1季 | 第1季 | 第1季 | 第1季 | 第1季 | 第1季 | 第1季 | 第1季 | 第1季 | 第1季 | 第1季 | 第1季 | 第1季 | 第1季 | 第1季 | 第1季 |
| ------ | ------------------------------------------- | ------------------ | ------------------ | -------------------------- | --- | ------------------ | -------------- | ----- | ----- | ----- | ----- | ----- | ----- | ----- | ----- | ----- | ----- | ----- | ----- | ----- | ----- | ----- | ----- | ----- |
| 第1話  | 邂逅 ―兩國的最終武器―                       | 下山健人           | 湊未來             | 湊未來                     | 古谷梨繪、壽夢龍 | 佐藤香織、澤入祐樹 | 2020年 10月7日 |       |       |       |       |       |       |       |       |       |       |       |       |       |       |       |       |       |
| 第2話  | 邂逅 ―我與我遇到的敵人―                     | 下山健人           | 湊未來             | 伊部勇志                   | 澤入祐樹、崎口沙織、龜田朋幸、安藤香春                                                                                   | 佐藤香織、澤入祐樹 | 10月14日       |       |       |       |       |       |       |       |       |       |       |       |       |       |       |       |       |       |
| 第3話  | 邂逅 ―黑鋼繼承者與冰禍魔女―                 | 下山健人           | 岩畑剛一           | 丸山由太                   | 船越麻友美、久松沙紀、今田茜、前島弘史、金正男                                                                           | 佐藤香織、澤入祐樹 | 10月21日       |       |       |       |       |       |       |       |       |       |       |       |       |       |       |       |       |       |
| 第4話  | 交錯 ―星詠噴泉攻防―                         | 下山健人           | 澤井幸次           | 七味縮介                   | 西尾聰美、西本光咲 | 佐藤香織、澤入祐樹 | 10月28日       |       |       |       |       |       |       |       |       |       |       |       |       |       |       |       |       |       |
| 第5話  | 交錯 ―星詠噴泉覺醒―                         | 下山健人           | 米田紘             | 細田雅弘                   | 壽夢龍、金正男、久松沙紀、木下由美子、謝宛倩、大槻南雄、船越麻友美、古谷梨繪、堀光明、前島弘史                           | 佐藤香織、澤入祐樹 | 11月4日        |       |       |       |       |       |       |       |       |       |       |       |       |       |       |       |       |       |
| 第6話  | 樂園 ―燐的重大失算―                         | 下山健人           | 湊未來             | 大內大和、湊未來           | 大槻南雄、古谷梨繪、木村拓馬、今田茜、田村正文、高橋敦子、青木慎平、山吉一幸                                             | 佐藤香織、澤入祐樹 | 11月11日       |       |       |       |       |       |       |       |       |       |       |       |       |       |       |       |       |       |
| 第7話  | 樂園 ―愛麗絲最漫長的一夜―                   | 下山健人           | 澤井幸次           | 伊部勇志                   | 安藤香春、前島弘史、小川瑞江、龜田朋幸、崎口沙織                                                                         | 佐藤香織、澤入祐樹 | 11月18日       |       |       |       |       |       |       |       |       |       |       |       |       |       |       |       |       |       |
| 第8話  | 樂園 ―超越之魔人―                           | 下山健人           | 齋藤瑞華           | 關根侑佑                   | 前原薰、前田綾、久松沙紀、松浦里美、秋田英人、壽夢龍、松井京介、田村正文、前島弘史                                       | 佐藤香織、澤入祐樹 | 11月25日       |       |       |       |       |       |       |       |       |       |       |       |       |       |       |       |       |       |
| 第9話  | 樂園 ―伊思卡―                               | 下山健人           | 岩畑剛一           | 丸山由太                   | 木下由美子、船越麻友美、山吉一幸、大槻南雄、田村正文、上西麻耶、古谷梨繪、金正男                                         | 佐藤香織、澤入祐樹 | 12月2日        |       |       |       |       |       |       |       |       |       |       |       |       |       |       |       |       |       |
| 第10話 | 始動 ―向星祈願的少女―                       | 下山健人           | 湊未來             | 七味縮介                   | 西尾聰美、井上真秀、西本光咲                                                                                             | 佐藤香織、澤入祐樹 | 12月9日        |       |       |       |       |       |       |       |       |       |       |       |       |       |       |       |       |       |
| 第11話 | 始動 ―魔女狩獵―                             | 下山健人           | 湊未來             | 細田雅弘                   | 山吉一幸、松田萌、古谷梨繪、堀光明、壽夢龍、久松沙紀                                                                     | 佐藤香織、澤入祐樹 | 12月16日       |       |       |       |       |       |       |       |       |       |       |       |       |       |       |       |       |       |
| 第12話 | 始動 ―或開啟世界的兩人―                     | 下山健人           | 添野惠             | 湊未來、伊部勇志、大內大和 | 前島弘史、木下由美子、久松沙紀、古谷梨繪、松井京介、大槻南雄、西本光咲、山吉一幸、船越麻友美、青木慎平、壽夢龍、平田和也 | 佐藤香織、澤入祐樹 | 12月23日       |       |       |       |       |       |       |       |       |       |       |       |       |       |       |       |       |       |
| 第2季  |                                             |                    |                    |                            | |                    |                |       |       |       |       |       |       |       |       |       |       |       |       |       |       |       |       |       |
| 第1話  | 魔女 ―星之命運―                             | 石川俊介、稻葉友紀 | 稻葉友紀           | 稻葉友紀                   | 吉川佳織、高松沙耶 | -                  | 2024年 7月10日 |       |       |       |       |       |       |       |       |       |       |       |       |       |       |       |       |       |
| 第2話  | 魔女 ―姊妹戰爭―                             | 石川俊介、稻葉友紀 | 山崎立士、稻叶友纪 | 稻葉友紀                   | 山岸祐太、吉川佳織 | -                  | 7月17日        |       |       |       |       |       |       |       |       |       |       |       |       |       |       |       |       |       |
| 第3話  | 魔女 ―月亮與星星與太陽之舞―                 | 石川俊介、稻葉友紀 | 西田正義、稻葉友紀 | 稻葉友紀                   | 木下亞理沙、大內力 | -                  | 7月24日        |       |       |       |       |       |       |       |       |       |       |       |       |       |       |       |       |       |
| 第4話  | 血脈 ―我是伊莉蒂雅―                         | 細音啟             | 赤堀重雄           | 稻葉友紀                   | 吉川佳織、金子步未、木下亞理沙                                                                                           | -                  | 7月31日        |       |       |       |       |       |       |       |       |       |       |       |       |       |       |       |       |       |
| 第5話  | 血脈 ―三姊妹戰爭―                           | 石川俊介、稻葉友紀 | 稻葉友紀           | 稻葉友紀                   | 木下亞理沙、山岸祐太、西崎藏人                                                                                           | 吉川佳織           | 2025年 5月8日  |       |       |       |       |       |       |       |       |       |       |       |       |       |       |       |       |       |
| 第6話  | 血脈 ―樂園崩壞的開始―                       | 石川俊介、稻葉友紀 | 稻葉友紀           | 稻葉友紀                   | 山岸祐太、西崎藏人、木下亞理沙、周婧、黃華                                                                               | 吉川佳織           | 5月15日        |       |       |       |       |       |       |       |       |       |       |       |       |       |       |       |       |       |
| 第7话  | 决战 —狩猎魔女之夜—                         | 石川俊介、稻葉友紀 | 稻葉友紀           | 稻葉友紀                   | 木下亞理沙、金子步未、高島隆平、橘川龍貴                                                                                 | 吉川佳織           | 5月22日        |       |       |       |       |       |       |       |       |       |       |       |       |       |       |       |       |       |
| 第8話  | 決戰 ―不可原諒之人―                         | 石川俊介、稻葉友紀 | 稻葉友紀           | 稻葉友紀                   | 木下亞理沙、金子步未、高島隆平、山岸祐太                                                                                 | 吉川佳織           | 5月29日        |       |       |       |       |       |       |       |       |       |       |       |       |       |       |       |       |       |
| 第9话  | 决战 ―你与我最后的决战，亦或是二人立誓之夜― | 石川俊介、稻葉友紀 | 稻葉友紀           | 稻葉友紀                   | 木下亞理沙、金子步未、高島隆平、山岸祐太                                                                                 | 吉川佳織           | 6月5日         |       |       |       |       |       |       |       |       |       |       |       |       |       |       |       |       |       |
| 第10話 | 曉星 ―世界就此轉動―                         | 石川俊介、稻葉友紀 | 赤堀重雄           | 大內大和                   | 西田美彌子、和田祐二、張穎、劉銳、劉爽、杭州神在動畫                                                                     | 平田和也           | 6月12日        |       |       |       |       |       |       |       |       |       |       |       |       |       |       |       |       |       |
| 第11話 | 曉星 ―雪與太陽―                             | 石川俊介、稻葉友紀 | 基仁志             | 基仁志                     | 大野薰野、陳亮、杜衛峰、謝鑫、王培非、陳嬌嬌、夢潤、Orange Studio、拾月動畫                                              | 平田和也           | 6月19日        |       |       |       |       |       |       |       |       |       |       |       |       |       |       |       |       |       |
| 第12話 | 曉星 ―以拍手及喝采來迎接―                   | 稻葉友紀           | 稻葉友紀           | 稻葉友紀                   | 木下亞理沙、高島隆平、金子步未、山岸祐太                                                                                 | 吉川佳織           | 6月26日        |       |       |       |       |       |       |       |       |       |       |       |       |       |       |       |       |       |

### 播映平台
| 播放地區   | 播放電視台     | 播放日期                | 播放時間（UTC+9）        | 所屬聯播網 | 備註           |
| ---------- | -------------- | ----------------------- | ------------------------ | ---------- | -------------- |
| 日本全國   | AT-X           | 2020年10月7日—12月23日  | 星期三 23:30—星期四 0:00 | 衛星電視   | CS播放         |
| 東京都     | 東京都會電視台 | 2020年10月8日—12月24日  | 星期四 1:35—2:05         | 獨立UHF局  |                |
| 近畿廣域圈 | 朝日放送電視台 | 2020年10月8日—12月24日  | 星期四 2:14—2:44         | 獨立UHF局  |                |
| 愛知縣     | 愛知電視台     | 2020年10月9日—12月25日  | 星期五 2:35—3:05         | 獨立UHF局  |                |
| 日本全國   | 日本BS放送     | 2020年10月10日—12月26日 | 星期六 1:00—1:30         | 衛星電視   | BS播放、ANIME+ |

| 播映地區              | 播映平台                 | 播映日期               | 播映時間（UTC+8）    | 備註          |
| 第1季                 | 第1季                    | 第1季                  | 第1季                | 第1季         |
| --------------------- | ------------------------ | ---------------------- | -------------------- | ------------- |
| 中國大陸              | bilibili                 | 2020年10月7日—12月23日 | 星期三 23:30         | [ 13 ]        |
| 香港、澳門、台灣      | bilibili                 | 2024年7月9日全集上架   | 2024年7月9日全集上架 | [ 14 ] [ 15 ] |
| 第2季（第1話—第4話）  |                          |                        |                      |               |
| 中國大陸              | bilibili                 | 2024年8月14日—9月4日   | 星期三 21:30         | [ 16 ]        |
| 香港、澳門、台灣      | bilibili、巴哈姆特動畫瘋 | 2024年7月10日—7月31日  | 星期三 21:30         | [ 17 ]        |
| 第2季（第5話—第12話） |                          |                        |                      |               |
| 香港、澳門、台灣      | bilibili、巴哈姆特動畫瘋 | 2025年5月8日—6月26日   | 星期四 19:30         |               |

### 藍光與DVD
| 卷數  | 發賣日期          | 收錄話數     | 規格編號  | 規格編號  | 規格編號   |
| 卷數  | 發賣日期          | 收錄話數     | BD限定版  | BD通常版  | DVD通常版  |
| 第1季 | 第1季             | 第1季        | 第1季     | 第1季     | 第1季      |
| ----- | ----------------- | ------------ | --------- | --------- | ---------- |
| 1     | 2021年1月27日     | 第1話—第4話  | KAXA-8041 | KAXA-8051 | KABA-10951 |
| 2     | 2021年2月24日     | 第5話—第8話  | 不適用    | KAXA-8052 | KABA-10952 |
| 3     | 2021年3月24日     | 第9話—第12話 | 不適用    | KAXA-8053 | KABA-10953 |
| 第2季 |                   |              |           |           |            |
| 上    | 2025年8月27日預定 | 第1話—第6話  | 不適用    | KAXA-8921 | 不適用     |
| 下    | 2025年9月26日預定 | 第7話—第12話 | 不適用    | KAXA-8922 | 不適用     |

### 網路廣播
2018年4月5日，富士见Fantasia文库，在《你与我最后的战场，亦或是世界起始的圣战》特设作品官方网站，推出了时长为18分钟的广播剧，广播剧的配音由小林裕介和雨宫天担当。